# Durrenentzen
Durrenentzen – miejscowość i gmina we Francji, w regionie Grand Est, w departamencie Górny Ren.
Według danych na rok 1990 gminę zamieszkiwały 584 osoby, 94 os./km².